# 江差町民野球場
江差町民野球場（えさしちょうみんやきゅうじょう）は、北海道檜山郡江差町の運動公園内にある野球場。
2018年に地元の信用金庫の道南うみ街信用金庫が命名権を取得し、「うみ街信金ボールパーク」の愛称となった。

## 施設概要
- 面積：13,458㎡
- 両翼：98m 中堅：122m [2]
- グランド：内野土、外野天然芝
- 収容人員：3,030人　（メインスタンド　200人・内野ベンチスタンド　126人・内野盛土スタンド　274人・外野芝スタンド　2,430人）[3]
- 照明：6基
- スコアボード：LED式

## プロ野球開催実績
ファーム(イースタン・リーグ)
- 2011年6月18日 日本ハム 3-12 ヤクルト 観衆1,841人

## 交通アクセス
- 車

北海道旅客鉄道（JR北海道）函館駅より90分
- 函館バス

国道228号線五勝手バス停下車 徒歩5分